# Контиолахти (Карелия)
о городе в Финляндии см. Контиолахти
Ко́нтиола́хти (фин. Kontiolahti) — посёлок в Кааламском сельском поселении Сортавальского района Карелии.

## Общие сведения
Расположен недалеко от озера Янисъярви в 1,5 км от остановочного пункта Алалампи.

## Транспорт
Через посёлок проходит грунтовая дорога 86К-15 («Сюскюярви — Маткаселькя») в 17 км от трассы А121 («подъезд к МАПП "Вяртсиля"»).
Вследствие трудного доступа и отдалённости от крупных населённых пунктов посёлок занесён в Перечень труднодоступных и отдалённых местностей в Республике Карелия.
В переводе с финского языка название посёлка означает «Медвежий залив».

## Население
| 2002 | 2009 | 2010 | 2013 |
| ---- | ---- | ---- | ---- |
| 1    | →1   | →1   | →1   |